# Jhang
Jhang er en by i det centrale Pakistan med 414.131(2017) indbyggere. Byen ligger i distriktet Punjab, ved bredden af Chenab-floden. Byen er sandsynligvis grundlagt i løbet af 1400-tallet.